# Associazione Sportiva Fanfulla 1933-1934
Questa voce raccoglie le informazioni riguardanti l'Associazione Sportiva Fanfulla nelle competizioni ufficiali della stagione 1933-1934.

## Rosa
| N. |                   | Ruolo | Calciatore             |
| -- | ----------------- | ----- | ---------------------- |
|    | Italia (bandiera) | C     | Bruno Baldini          |
|    | Italia (bandiera) | C     | Nelso Baroni           |
|    | Italia (bandiera) |       | Carlo Bertolotti       |
|    | Italia (bandiera) | C     | Gino Biasini (II)      |
|    | Italia (bandiera) | C     | Bassano Brunati        |
|    | Italia (bandiera) | A     | Giuseppe Canevara (II) |
|    | Italia (bandiera) | A     | Caio Cappellini        |
|    | Italia (bandiera) | A     | Egidio Capra (II)      |
|    | Italia (bandiera) | P     | Pietro Capra (I)       |
|    | Italia (bandiera) | A     | Alberto Chiavacci      |
|    | Italia (bandiera) | A     | Elpidio Coppa          |

| N. |                   | Ruolo | Calciatore            |
| -- | ----------------- | ----- | --------------------- |
|    | Italia (bandiera) | C     | Silvio Corbellini (I) |
|    | Italia (bandiera) | C     | Giovanni De Lorenzi   |
|    | Italia (bandiera) | C     | Antonio Dotti         |
|    | Italia (bandiera) | D     | Oliviero Edelli       |
|    | Italia (bandiera) | A     | Rosolino Grignani     |
|    | Italia (bandiera) | A     | Enrico Melzi          |
|    | Italia (bandiera) | A     | Enrico Mulazzi        |
|    | Italia (bandiera) | P     | Andrea Quirico        |
|    | Italia (bandiera) | C     | Vittorio Rancati      |
|    | Italia (bandiera) |       | Agostino Zanaboni     |

Marcatori
Caio Cappellini 10 reti - Chiavacci 7 reti - Canevara ed Egidio Capra 6 reti - Grignani 5 reti - Melzi 2 reti - Corbellini 1 rete.